# Synemosyna
Synemosyna is een geslacht van spinnen uit de familie springspinnen (Salticidae).

## Soorten
De volgende soorten zijn bij het geslacht ingedeeld:
- Synemosyna americana (Peckham & Peckham, 1885)
- Synemosyna ankeli Cutler & Müller, 1991
- Synemosyna aschnae Makhan, 2006
- Synemosyna aurantiaca (Mello-Leitão, 1917)
- Synemosyna decipiens (O. P.-Cambridge, 1896)
- Synemosyna edwardsi Cutler, 1985
- Synemosyna formica Hentz, 1846
- Synemosyna hentzi Peckham & Peckham, 1892
- Synemosyna invemar Cutler & Müller, 1991
- Synemosyna lauretta Peckham & Peckham, 1892
- Synemosyna lucasi (Taczanowski, 1871)
- Synemosyna maddisoni Cutler, 1985
- Synemosyna myrmeciaeformis (Taczanowski, 1871)
- Synemosyna nicaraguaensis Cutler, 1993
- Synemosyna paraensis Galiano, 1967
- Synemosyna petrunkevitchi (Chapin, 1922)
- Synemosyna scutata (Mello-Leitão, 1943)
- Synemosyna smithi Peckham & Peckham, 1893
- Synemosyna taperae (Mello-Leitão, 1933)
- Synemosyna ubicki Cutler, 1988